# Wierzba arktyczna
Wierzba arktyczna (Salix arctica) – gatunek drobnej, płożącej rośliny drzewiastej z rodziny wierzbowatych. Przystosowana do środowisk arktycznych i subarktycznych, rozprzestrzeniona wokół Oceanu Arktycznego.

## Zasięg geograficzny
Występuje w polarnych i subpolarnych rejonach Europy, Azji i Ameryki Północnej. W Ameryce rośnie w alpejskich i subalpejskich tundrach od Kanady i Alaski przez Góry Skaliste po Nowy Meksyk. Izolowane populacje istnieją w górach stanów Nevada, Utah, Oregon, Waszyngton i Kalifornia. W Azji szeroko rozprzestrzeniona na Syberii i Kamczatce. Występuje też w chińskim regionie Sinciang. W Europie znana z Islandii, Jan Mayen, Svalbardu i północnej Rosji.

## Morfologia

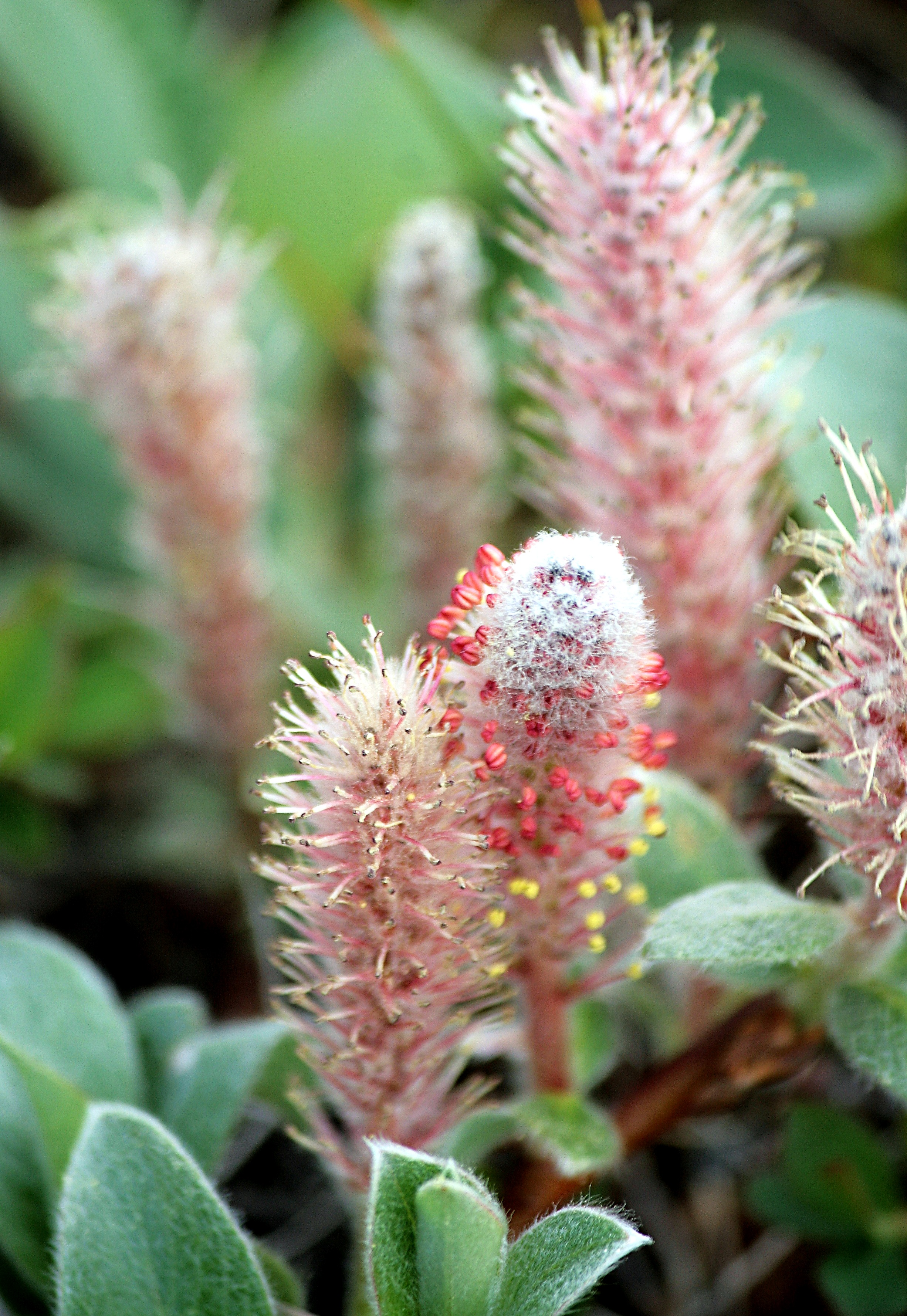
Kwiatostany

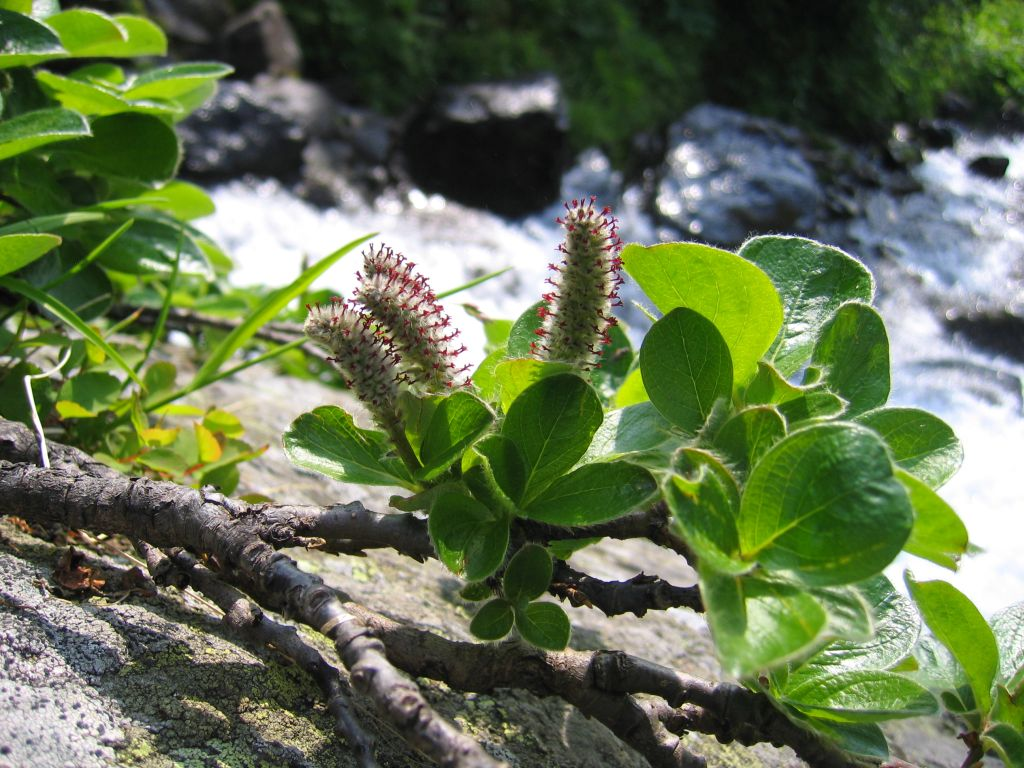
Fragment pędu

PokrójNiski, płożący się krzew liściasty, osiągający zwykle poniżej 10 cm wysokości. Jedynie osobniki z północno-zachodniego brzegu Pacyfiku mogą sięgać do 50 cm.
LiścieOsadzone naprzemianlegle. Szerokoowalne do eliptycznych, długości od 2 do 4 lub 6 cm. Gdy dojrzałe słabo owłosione. Górna powierzchnia blaszki lśniąca i zielona, spodnia blada, zielono-szara.
KwiatyRoślina dwupienna. Kwiaty obu płci skupione w kotki. Kotki żeńskie gęsto owłosione, długości 1 do 8 (zwykle 2 do 4) cm, osadzano na bocznych (rzadziej końcowych) krótkopędach. Kotki męskie do 4 cm długie, o kwiatach z dwoma pręcikami. Przylistki brunatne do ciemnobrązowych. Kwiaty pojawiają się wraz z liśćmi.

## Ekologia
Gatunek arktyczny i alpejski. Wierzba ta rośnie na suchych łąkach, skalistej tundrze, gołoborzach, stosunkowo wilgotnych terenach nadwodnych oraz na granicy stałych pokryw śnieżnych. W niektórych rejonach jest gatunkiem dominującym. Czasem współwystępuje z innymi płożącymi wierzbami, jak wierzba żyłkowana (Salix reticulata) oraz porostami. W Górach Skalistych tworzy zgrupowania z Polygonum bistortoides.